# 凱布利
凱布利是一位埃及神話中的神祇，象徵日出及再生。因為太陽升起與落下和聖甲蟲滾糞球及抱卵有一定的聯繫，象徵物便是聖甲蟲。其名稱（普遍譯為Khepri）與埃及語動詞“kheper”有關，意思是“發展”、“出现”。

## 宗教
並未有專門為凱布利獻祭的地點，凱布利常被當做拉的化身。實際上有些時候凱布利和另外一位太陽神阿圖姆分別被視為早晨和下午的太陽，而拉則象徵正午。

## 形象
聖甲蟲是凱布利的象徵，因此大多數凱布利神像其實就是聖甲蟲。偶尔有墓畫及紙莎草上會出現甲蟲頭的男性凱布利神像，此外其也以圣甲虫的形象出现在努恩擺渡的太陽船中。

## 外部連結
维基共享资源上的相關多媒體資源：凱布利